# Неджати, Алиреза
Алиреза Неджати (перс. علیرضا نجاتی‎, 20 марта 1998) — иранский борец греко-римского стиля. Бронзовый призёр чемпионата мира 2019 года. Представляет клуб Modafe Haram Ardabil и Силы правопорядка Исламской Республики Иран. Участник Олимпийских игр 2020 года в Токио.

## Биография
Родился в семье иранских азербайджанцев.
Впервые принял участие в международных соревнованиях по борьбе в 2014 году. На чемпионате мира среди кадетов стал третьим.
В 2018 году, в весовой категории до 60 кг, стал призёром чемпионата мира и чемпионата Азии среди юниоров.  
На предолимпийском чемпионате планеты в Казахстане в 2019 году, первом взрослом для себя, в весовой категории до 60 кг, иранский спортсмен завоевал бронзовую медаль и получил олимпийскую лицензию для своего национального Олимпийского комитета. В 2021 выиграл бронзовую медаль на Чемпионат мира среди борцов до 23 лет в Белграде (Сербия).

## Основные результаты
| Год  | Соревнование                                        | Город                 | Весовая категория | Место |
| ---- | --------------------------------------------------- | --------------------- | ----------------- | ----- |
| 2021 | Олимпиада 2020                                      | Токио, Япония         | 60 кг             | 10    |
| 2019 | Чемпионат мира по борьбе 2019                       | Нур-Султан, Казахстан | 60 кг             | 3     |
| 2019 | Мемориал Вахтанга Балавадзе и Гиви Картозии         | Тбилиси, Грузия       | 60 кг             | 3     |
| 2019 | Кубок Болата Турлыханова                            | Алма-Ата, Казахстан   | 60 кг             | 1     |
| 2019 | Кубок Тахти                                         | Тегеран, Иран         | 60 кг             | 2     |
| 2018 | Клубный чемпионат мира по греко-римской борьбе 2018 | Ардебиль, Иран        | команда           | 6     |
| 2018 | Чемпионат мира среди юниоров 2018                   | Трнава, Словакия      | 60 кг             | 3     |
| 2018 | Чемпионат Азии среди юниоров 2018                   | Нью-Дели, Индия       | 60 кг             | 2     |
| 2016 | Чемпионат Азии среди юниоров 2016                   | Манила, Филиппины     | 50 кг             | 3     |
| 2014 | Чемпионат мира среди кадетов 2014                   | Снина, Словакия       | 42 кг             | 3     |